# Przejście graniczne Zgorzelec-Görlitz (drogowe)
Przejście graniczne Zgorzelec-Görlitz – istniejące do 2007 polsko-niemieckie drogowe przejście graniczne położone w województwie dolnośląskim, w powiecie zgorzeleckim, w mieście Zgorzelec.

## Opis
Przejście graniczne Zgorzelec-Görlitz, z miejscem odprawy granicznej po stronie polskiej w miejscowości Zgorzelec i po stronie niemieckiej w miejscowości Görlitz czynne było całą dobę. Dopuszczone było przekraczanie granicy dla ruchu osobowego z wyłączeniem autobusów rejsowych i okazjonalnych oraz mały ruch graniczny. Kontrolę graniczną osób, towarów i środków transportu wykonywała kolejno: Graniczna Placówka Kontrolna Straży Granicznej w Zgorzelcu, Placówka Straży Granicznej w Zgorzelcu.
21 grudnia 2007 na mocy układu z Schengen przejście graniczne zostało zlikwidowane.

### Przejścia graniczne z NRD
W okresie istnienia Niemieckiej Republiki Demokratycznej funkcjonowało w tym miejscu polsko-niemieckie drogowe przejście graniczne Zgorzelec, czynne codziennie przez całą dobę. Dopuszczone było przekraczanie granicy dla ruchu osobowego i towarowego. Kontrolę graniczną osób, towarów i środków transportu wykonywała Graniczna Placówka Kontrolna Zgorzelec.
W październiku 1945 na granicy polsko-niemieckiej, w ramach tworzących się Wojsk Ochrony Pogranicza utworzono Przejściowy Punkt Kontrolny Zgorzelice – drogowy III kategorii.

## Galeria

Przejście graniczne Zgorzelec-Görlitz (drogowe)
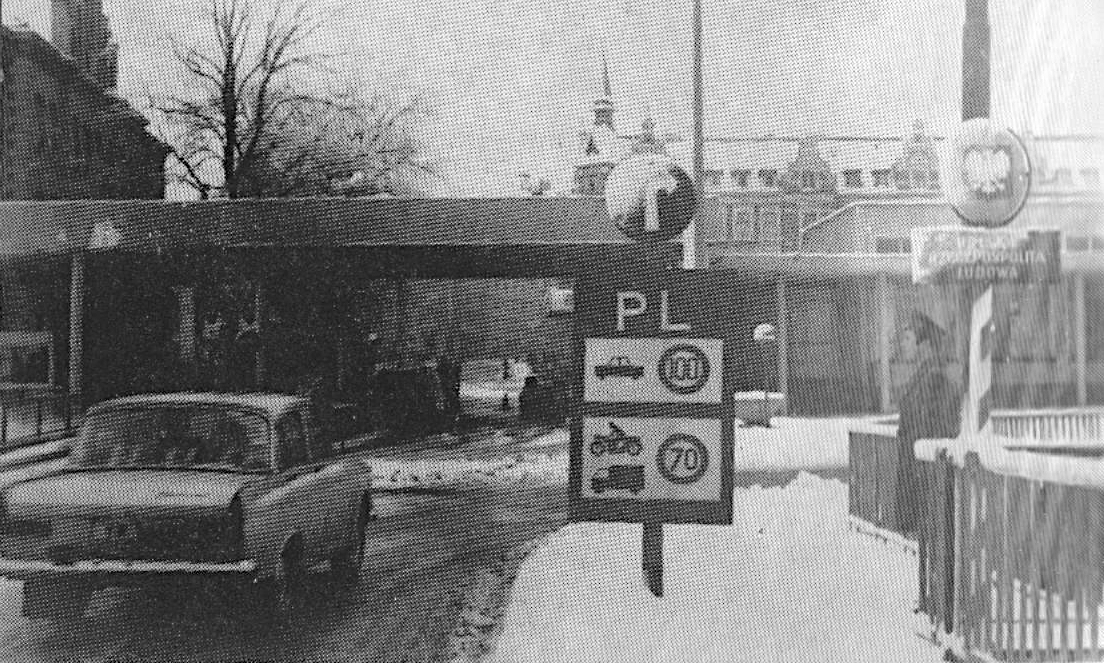
(1970–1972)
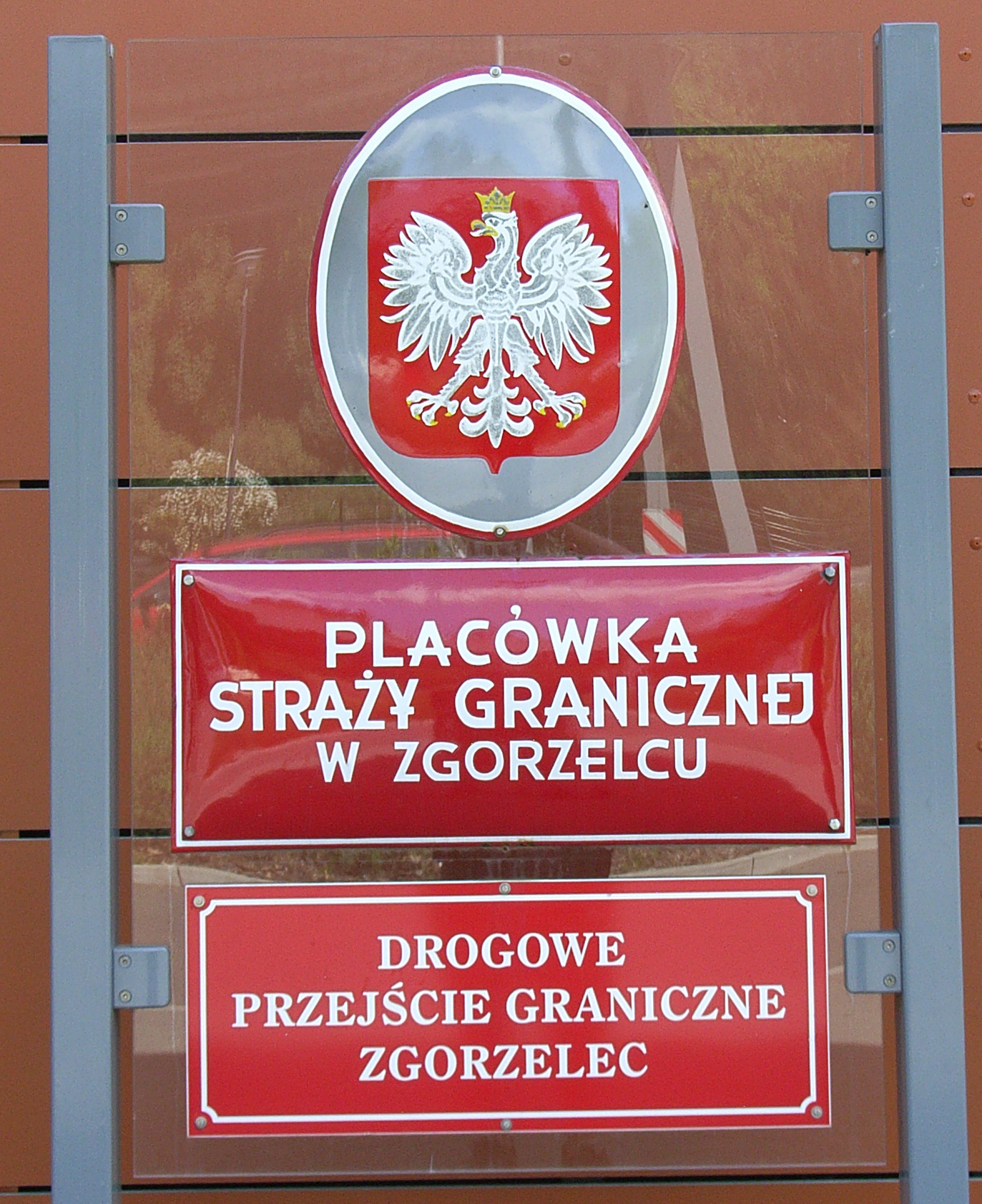
Tablice informacyjne (kwiecień 2007)
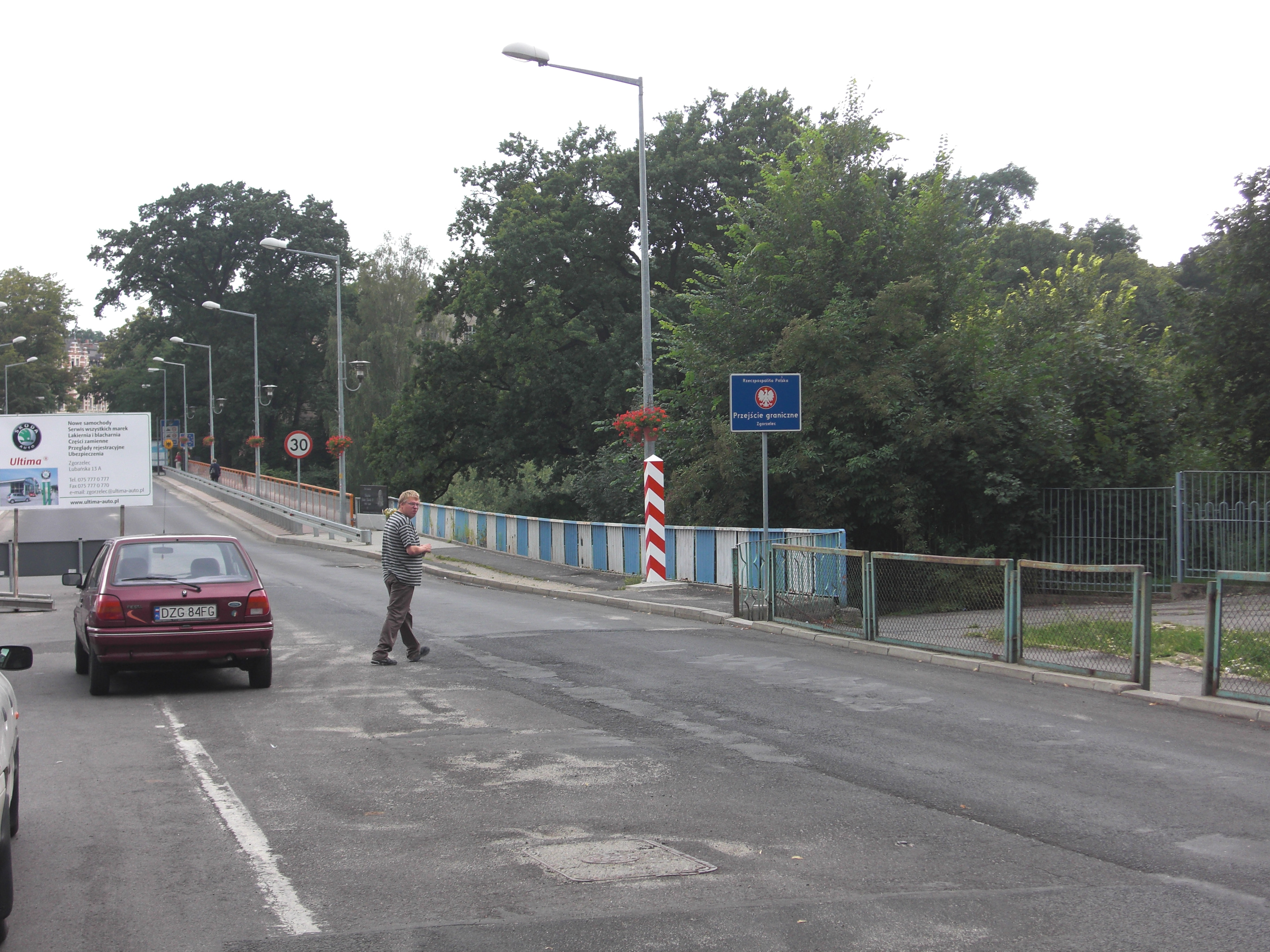
Widok od strony polskiej (lipiec 2008)

Polskie stemple kontroli granicznej
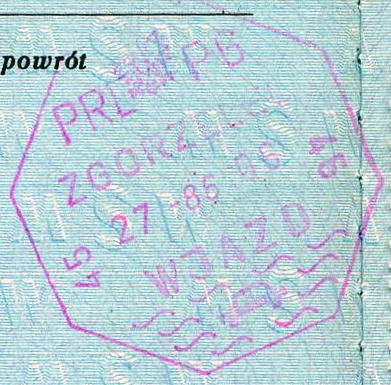
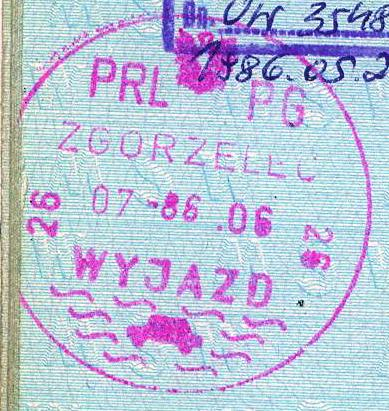
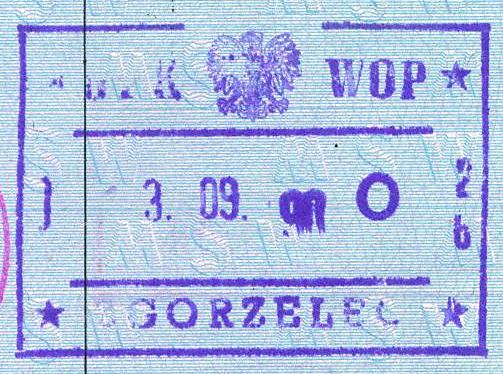

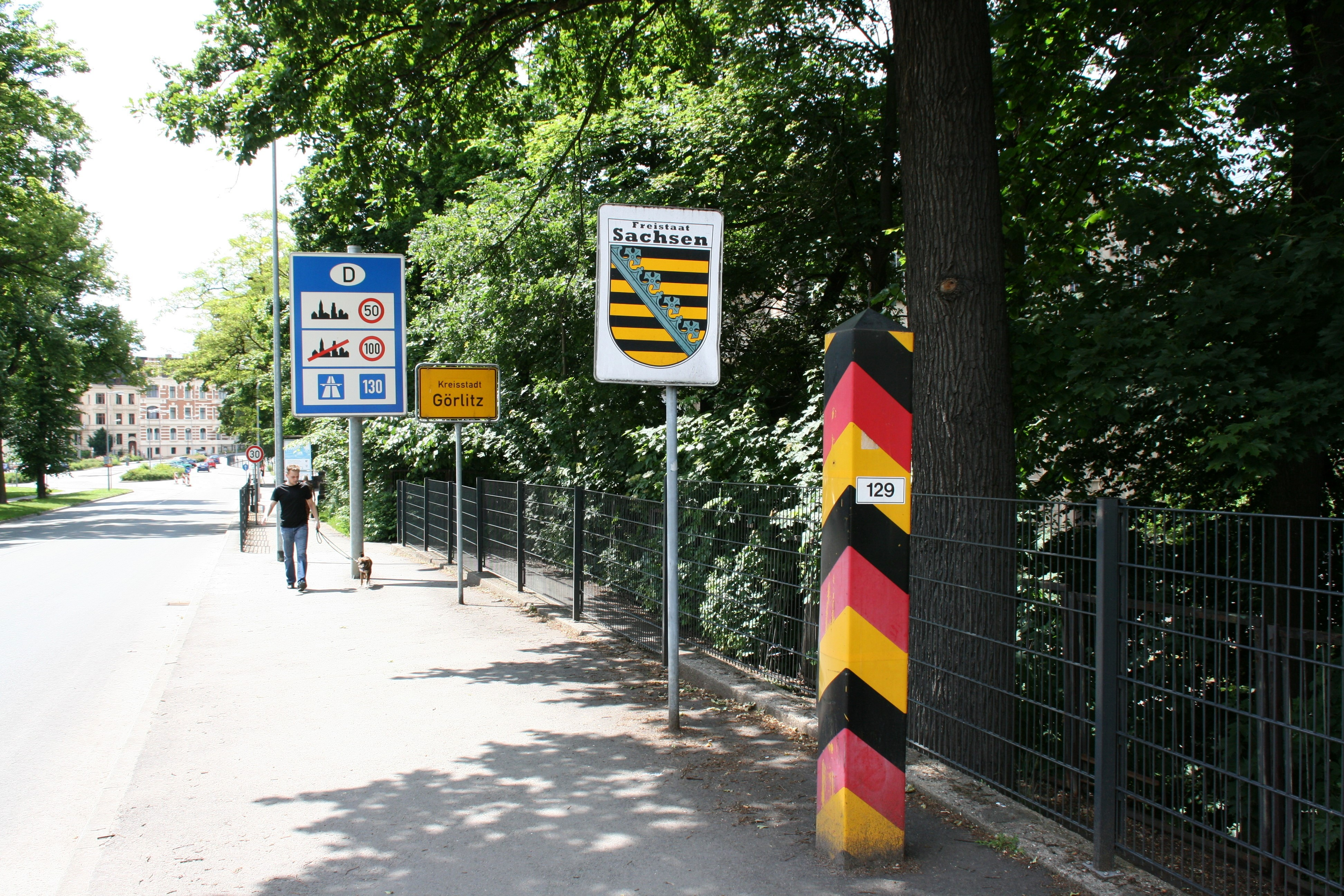
Widok od strony polskiej (czerwiec 2010)

Niemieckie stempele kontroli granicznej
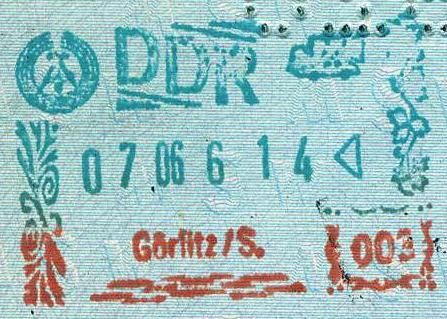
NRD
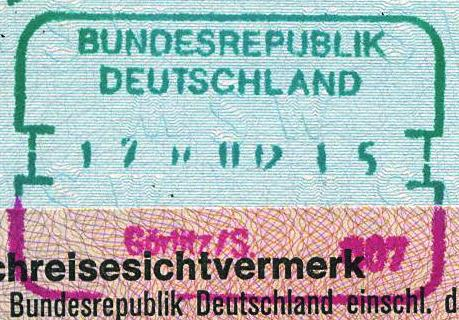
RFN